# 任纪善
任纪善（1957年—），江苏武进人，汉族，中华人民共和国政治人物、第十一届全国人民代表大会山东地区代表。

## 生平
毕业于北方交通大学运输综合管理专业，是中共党员。历任上海铁路局常务副局长、哈尔滨铁路局局长、济南铁路局局长。2008年起担任全国人大代表。